# André Dua
André Joseph François Dua (Gent, 15 januari 1914 - 4 december 1978) was een Belgisch christendemocratisch senator, advocaat en bestuurder van middenstandsorganisaties.

## Levensloop
André Dua was de zoon van verzekeraar Emile Dua (1878-1944) en Emma Cozyns (1880-1962). Zelf trouwde hij in 1948 met Marie-Antoinette Vervaeke. Ze kregen een zoon en een dochter.
Hij doorliep de humaniora in het Sint-Lievenscollege en behaalde een doctoraat in de rechten aan de Rijksuniversiteit Gent. Hij werd daarop advocaat in Gent. 
In 1935 volbracht hij zijn legerdienst bij het 2e Linieregiment. In september 1938 werd hij weer onder de wapens geroepen en bleef dit tot na de Achttiendaagse Veldtocht. Tijdens de oorlog trad hij toe tot het verzet, in de Nationale Koninklijke Beweging. Van mei 1945 tot januari 1946 was hij opnieuw onder de wapens, als officier verbonden aan het hoofdkwartier van de 6e Opleidingsbrigade in Noord-Ierland.
Hij vervolgde zijn activiteiten als advocaat. In het voorjaar van 1945 verdedigde hij in eerste aanleg en met succes de oorlogsburgemeester van Ronse Leo Vindevogel (1888-1945).
Als jongeman werd Dua lid van de Jonge Wacht en in 1935 van de Katholieke Burgers- en Middenstandsjeugd (KBMJ). In 1936 werd hij er provinciaal voorzitter van en in 1939 nationaal voorzitter. Hij werd in 1937 juridisch adviseur van het Provinciaal Secretariaat van de Middenstand, het centrale punt van de katholieke middenstandsorganisaties in Oost-Vlaanderen. In 1946 werd hij voorzitter van het Christen Middenstandsverbond van Oost-Vlaanderen en in 1955 bijvoeglijk van het verbond voor het gewest Gent. Vanaf 1961 was hij voorzitter van het Gents provinciaal middenstandssecretariaat en van het Provinciaal middenstandshuis.

### Senator
Als voorman van de Gentse middenstand werd Dua in 1958 op de lijst van de Christelijke Volkspartij verkozen tot rechtstreeks gekozen senator voor het kiesarrondissement Gent-Eeklo. Hij zetelde in de Senaat tot in 1974. Gedurende die jaren zetelde hij in de commissies Justitie, Middenstand, Buitenlandse Handel, Ontwikkelingssamenwerking en Landsverdediging. In 1971 werd hij secretaris van de Senaat. In de periode december 1971-maart 1974 had hij als gevolg van het toen bestaande dubbelmandaat ook zitting in de Cultuurraad voor de Nederlandse Cultuurgemeenschap, die op 7 december 1971 werd geïnstalleerd en de verre voorloper is van het Vlaams Parlement. Vanaf 1971 zetelde hij eveneens in de interparlementaire Beneluxraad.
Hij was betrokken bij nieuwe wetgevingen zoals de vestigingswet, het sociaal statuut van de zelfstandigen, de Orde van Architecten en het ambt van gerechtsdeurwaarder. Hij werkte ook mee aan de herziening van het Gerechtelijk Wetboek en aan discussies over ethische kwesties (voorbehoedsmiddelen, zwangerschapsonderbreking).
In 2012 werd zijn volledige archief overgedragen aan het KADOC in Leuven.